# Stormen Rolf
 For alternative betydninger, se Rolf. (Se også artikler, som begynder med Rolf)
 Denne artikel omhandler overvejende eller alene danske forhold. Hjælp gerne med at gøre artiklen mere almen.
Stormen Rolf var et stormlavtryk, der ramte Danmark natten til fredag 23. februar 2024. Stormen havde vindstød af orkanstyrke og var en national klasse 2-storm på Stormlisten. Fredag morgen kl. 7 lå den over Skagerrak, hvor de sidste, men kraftigste, vindstød blæste ind over Nordjylland. Stenhøj i Vendsyssel blev ramt af et vindstød på 37,6 m/s, hvilket var den største vindstyrke, stormen nåede op på.